# 벳쇼 요시하루
벳쇼 요시하루(일본어: 別所吉治, 덴쇼 7년(1579년) ~ 조오 3년 7월 13일(1654년 8월 25일))는 아즈치모모야마 시대부터 에도 시대 전기의 다이묘. 다지마 야기번주. 1628년에 개역 처분, 무사(하타모토)로서 존속하였다.

## 생애
벳쇼 시게무네의 아들이다. 이설로 실은 시게무네의 조카 나가하루의 아들로 덴쇼 8년(1580년)에 미키성(三木城)이 낙성(落城)했을 때 가신에 의해 낙성하여 시게무네에게 보호되었다는 설이 있다.
덴쇼 19년(1591년), 시게무네의 사망으로 가독을 상속한다. 임진왜란 원년(1592년) ~ 임진왜란 3년(1594년) 후시미성(伏見城) 축성 등 도요토미 히데요시의 가신으로 진력했다. 공으로 다지마에서 야기령(八木領)을 내렸다.
게이초 5년(1600년)의 세키가하라 전투에서는 서군에 속해 단고 다나베성(丹後田辺城) 공격에 참가했지만, 전후, 도쿠가와 이에야스로부터 왠지 모르게 소령으로 안도받았다. 이는 요시하루의 고모가 도쿠가와 히데타다의 유모(乳母)였기 때문이라고 한다. 또, 처남인 마고지로(孫次郎)가 동군에 기여한 공에 의한 친구였다. 다지마 야기령에서 단바 유라번(由良藩)으로 전봉된다.
게이초 20년(1615년), 오사카 전투(大坂の陣) 전공에 의해 단바 내에 5,000석이 추가되어 이시다카(石高)는 2만 석이 되었다. 그러나 간에이 5년(1628년), 꾀병으로 참근(参勤)을 게을리하고, 그 뒤에서 매사냥을 하다가 발각, 막명에 의해 개역되고, 다이묘가로서의 벳쇼씨는 멸망했다.
게이안 원년(1648년)에 장남 모리하루(守治)는 사면(赦免)되고 1,000섬을 더 주어 후손은 700석 기본으로 존속했다. 요시하루는 아들 밑에서 여생을 보냈다.

## 개역의 이유
요시하루는 특별히 악정을 베풀었다는 흔적도 없고, 개역의 이유도 '병이라 칭하고 매사냥을 즐기며 참근을 게을리 했다'는 이유 이외에 앞서 나온 히데타다의 유모를 조략하게 다루었다는 등의 여러 설이 있고, 그 개역된 정확한 연월일조차도 여러 설에서 드러나지 않는다. 또 비슷한 이유로 개역된 인물도 드물다.
막부가 같은 이유를 붙이면서까지 개역까지 이르게 한 이유에 대해서는 여러 가지 설이 있지만 동생 마사유키가 후쿠시마 마사노리의 양자로 되어 있다는 점, 세키가하라 전투에서 서군에 속해 단고 다나베성을 공격한 경위가 있다는 점 등으로 인해 안정기에 들어간 에도막부로부터 구 도요토미계의 다이묘로 인식되어, 카나메 다이묘의 개역 정책의 일환으로, 단고다나베성을 공격한 경위가 있는 것 등에서는 안정기에 들어간 에도 막부로부터 구 도요토미계의 다이묘라고 한다.